# Alan Caligiuri
Alan Caligiuri (Giussano, 19 settembre 1981) è un conduttore radiofonico e autore televisivo italiano, ex coconduttore de Lo Zoo di 105 ed ex conduttore di 105 Take Away, in onda su Radio 105.
Attualmente è in onda su Radio LatteMiele con GLI SVEGLIONI.

## Biografia
La carriera di Alan nel mondo dello spettacolo comincia per il canale satellitare Class TV Moda e contemporaneamente all'omonimo programma di Jo Squillo su Rete 4. In seguito collabora nell'organizzazione del programma Le Iene e del Festival di Sanremo del 2000 e del 2001. Nel 2006, in compagnia di Karim De Martino e di Isa B, conduce il programma "Hot", in onda sul canale Match Music.
Nel 2010 entra a far parte de Lo Zoo di 105 come autore e interprete di varie scenette: Zlatan, Dedica l'amore, Misunderstanding, Zoollywood, Alan in love, Stronzi a parte, Kebabbo, Richard Calabria, il Vendicatore.
Nel 2011 diventa uno dei coconduttori del programma ma viene querelato a causa di uno scherzo telefonico nei panni dello zingaro "Zlatan".
Sempre nel 2014 esce lo spot dello Zoo di 105 dove Alan veste le parti del suo acclamatissimo e discusso personaggio "Zlatan, il sinto".
È inoltre presente in "On air", il film cinematografico dello Zoo uscito nelle sale il 31 marzo 2016. Da agosto 2016 esce dallo  Zoo di 105, mentre diventa coconduttore del programma 105 Take Away assieme a Daniele Battaglia. 
Il 18 dicembre 2019 annuncia con un post su Facebook che il suo percorso a Radio 105 si concluderà dopo 9 anni il 31 dicembre dello stesso anno.
Alan ha spiegato che il suo addio dall' emittente è dovuto alla scadenza e il mancato rinnovo del suo contratto.
Dal 25 maggio 2020 è in onda su Radio Viva FM da lunedì a venerdì con Viva Top Generation insieme a Federica Toninato nella fascia oraria 16:00 - 18:00.
Dal 27 settembre 2020 ritorna in nazionale, ideando il nuovo morning-show di Radio Lattemiele  "Gli sveglioni" in onda da lunedì a venerdì nella fascia oraria 6.30 - 8.30.